# Altenbourg
« Altenburg » redirige ici. Pour les autres significations, voir Altenburg (homonymie).
Altenbourg ([al.t̪ɑ̃.buʁ]) en allemand : Altenburg [al.tøn.bʊɐ̯k] ) est une ville de l'est du land de Thuringe (Allemagne) d'environ 33 000 habitants, située au sud de Leipzig. La ville est le chef-lieu de l'arrondissement du Pays-d'Altenbourg et elle fait partie de la Région métropolitaine du triangle saxon (Metropolregion Sachsendreieck).

## Géographie
Altenbourg est située au centre d'un triangle Gera (28 km au sud-ouest) - Chemnitz (38 km au sud-est) - Leipzig (39 km au nord. Zwickau est quant à elle située à 31 km au sud.
La ville dont l'altitude varie de 162 m à Zschernitzsch à 261 m à Mockzig, se trouve sur les derniers contreforts des monts Métallifères (Erzebirgsvorlandes) au contact avec la plaine de Leipzig. Elle est baignée par la rivière Pleiße, affluent de l'Elster Blanche qu'elle rejoint à Leipzig.
Communes limitrophes :
- au nord, Meuselwitz et Gerstenberg ;
- au nord-est, Windischleuba ;
- à l'est, Nobitz ;
- au sud, Saara ;
- au sud-ouest, Altkirchen ;
- à l'ouest, Göhren et Lödla ;
- au nord-ouest, Rositz.

## Administration

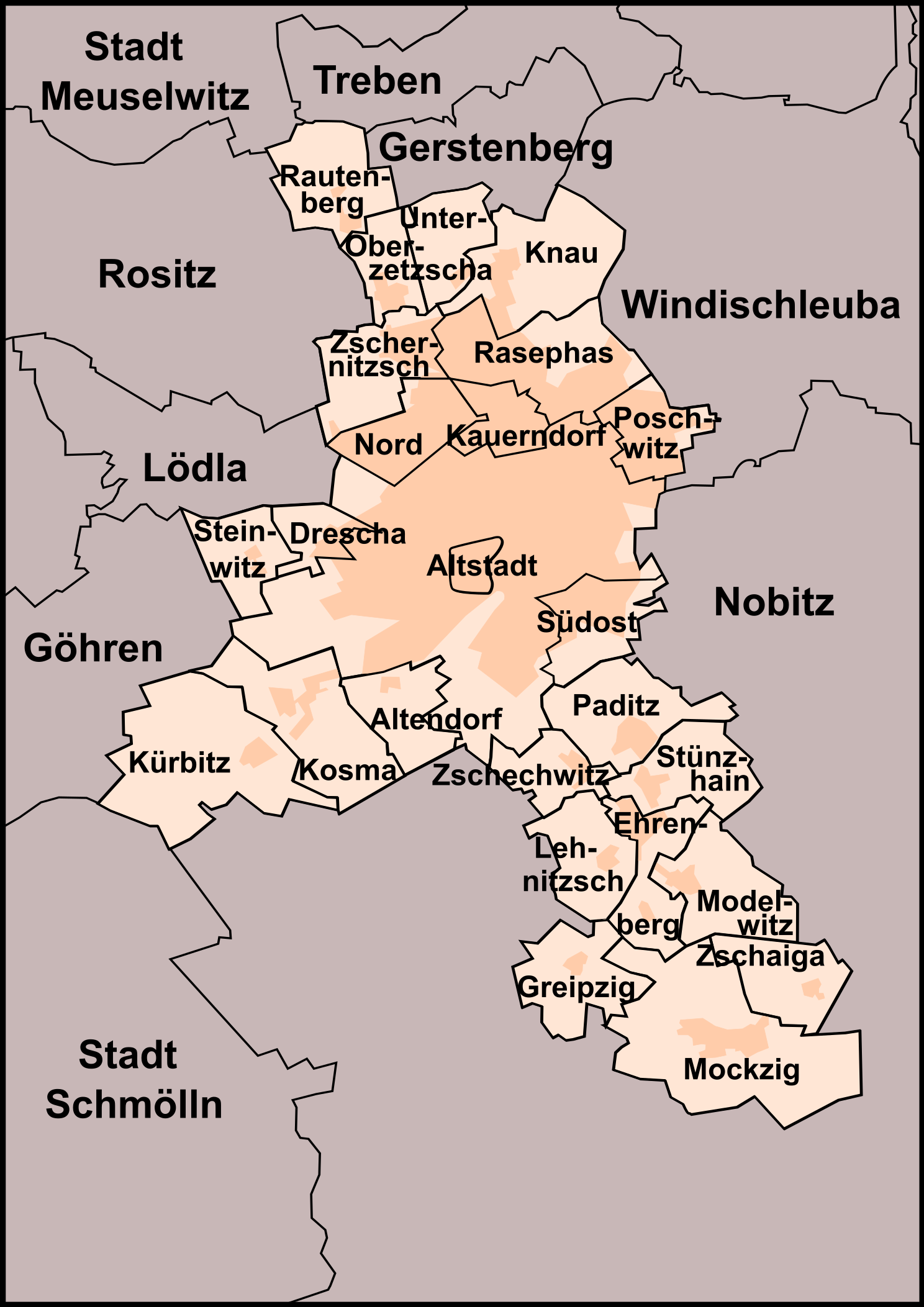
les différents quartiers d'Altenbourg.

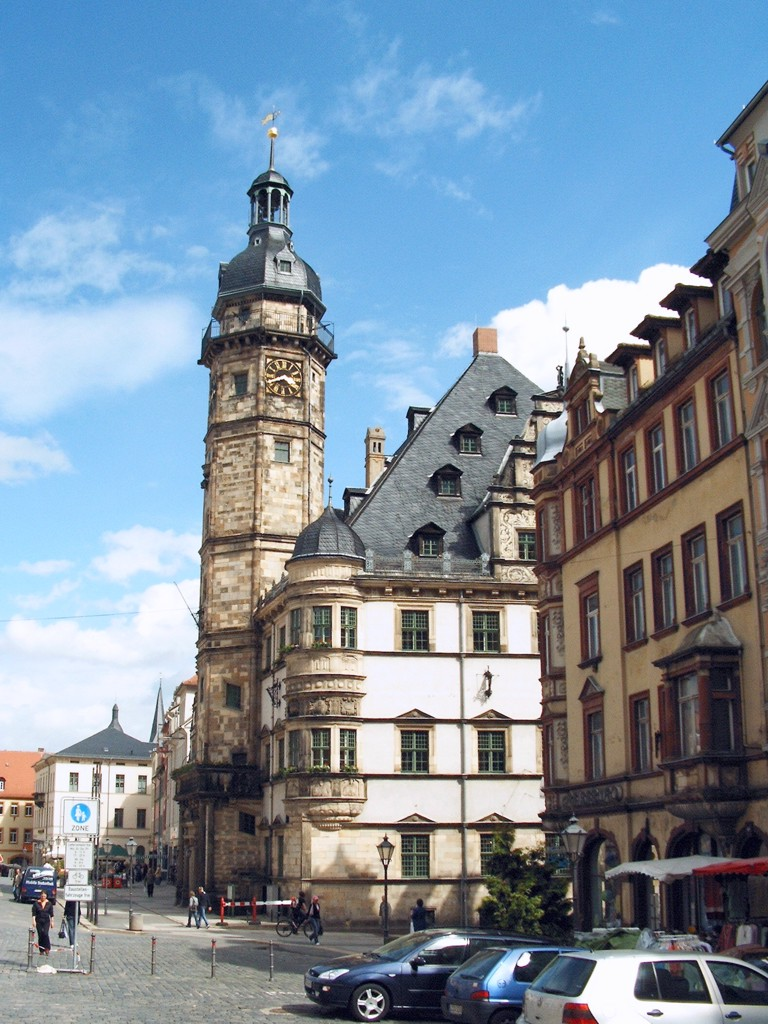
Hôtel de Ville (Rathaus).

La ville est composée de différents quartiers. Certains correspondent à d'anciennes communes incorporées à Altenbourg dans les années 1920 : Rasephas, Kauerndorf, Zschernitzsch, Drescha en 1922, Poschnitz en 1938.
Les autres sont issus des communes incorporées depuis 1989 :
- commune d'Ehrenberg en 1993 avec Paditz, Zschechwitz, Stüntzhain, Lehnitzsch, Modelwitz, Greipzig, Zschaiga et Mockzig ;
- commune de Zetzscha en 1994 avec Oberzetzscha, Unterzetzscha, Knau et Rautenberg ;
- commune de Kosma en 1996 avec Steinwitz, Altendorf et Kürlitz.

## Histoire
| Appartenances historiques Saint-Empire 976-1329 Margraviat de Misnie 1329–1423 Électorat de Saxe 1423-1547 Duché de Saxe 1547-1572 Duché de Saxe-Weimar 1572–1603 Duché de Saxe-Altenbourg 1603–1672 Duché de Saxe-Gotha 1672–1681 Duché de Saxe-Gotha-Altenbourg 1681–1826 Duché de Saxe-Altenbourg 1826–1871 Empire allemand 1871-1918 République de Weimar 1918–1933 Reich allemand 1933–1945 Allemagne occupée 1945–1949 République démocratique allemande 1949–1990 Allemagne 1990–présent |

Elle est mentionnée pour la première fois en 976. La dynastie des Hohenstaufen la transforme en résidence impériale et le village devient ville impériale. Autrefois ville libre, elle passe aux margraves de Misnie en 1329, puis aux ducs de Saxe-Gotha dont elle est la résidence de 1603 à 1672 et de 1826 à 1918. Elle fut jusqu'en 1918 la capitale du duché de Saxe-Altenbourg.
- le duché de Saxe-Altenbourg: les ducs de Saxe-Gotha possédaient un vaste domaine autour d'Altenbourg, situé entre la Prusse, le royaume de Saxe, le Grand-duché de Saxe-Weimar-Eisenach et les principautés de Reuss, Schwarzbourg et Cobourg, avec titre de principauté.

À partir de l'extinction de la branche de Saxe-Gotha en 1825, ce domaine a formé l'un des États de la Confédération germanique avec titre de duché.
Altenbourg est célèbre pour produire des jeux de cartes depuis quatre siècles. Elle est aussi le berceau du jeu de l'écarté qui y fut inventé entre 1810 et 1818.
La ville n'est pratiquement pas endommagée pendant la Seconde Guerre mondiale.

## Démographie
| Année | Habitants |
| ----- | --------- |
| 1580  | 2 823     |
| 1672  | 6 800     |
| 1831  | 12 629    |
| 1871  | 19 966    |
| 1890  | 31 439    |
| 1900  | 37 110    |
| 1910  | 39 976    |
| 1925  | 42 570    |
| 1933  | 42 570    |

| Année | Habitants |
| ----- | --------- |
| 1939  | 44 338    |
| 1946  | 51 805    |
| 1960  | 46 791    |
| 1981  | 55 827    |
| 1994  | 46 291    |
| 2000  | 41 920    |
| 2005  | 37 781    |
| 2010  | 34 972    |

Altenbourg a atteint son maximum historique de population en 1981. Depuis, les départs de jeunes à la recherche d'un emploi, la baisse de la natalité et l'installation de personnes dans les communes suburbaines ont entraîné une importante baisse du nombre de ses habitants et les incorporations de nouvelles communes n'ont pu inverser ce mouvement profond.

## Politique

### Jumelages
- Villeurbanne (France)
- Offenbourg (Allemagne)
- Olten (Suisse)
- Zlín (Tchéquie)

## Culture et tourisme
- Costume d'Altenbourg

### Musées

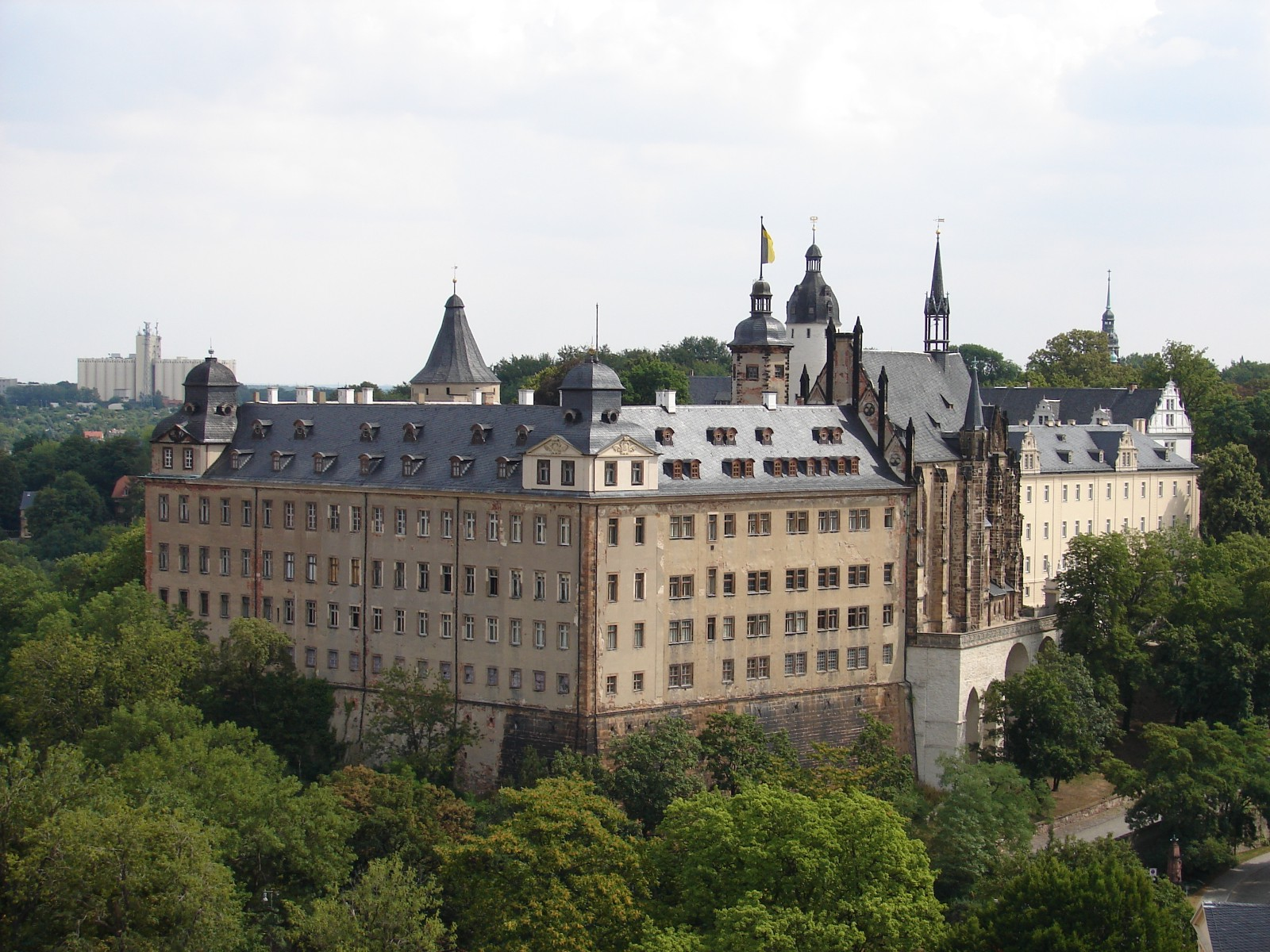
Le château d'Altenbourg.
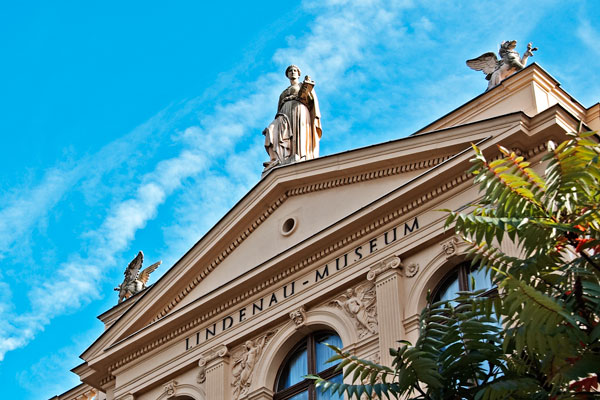
Le Lindenau Museum.

- Le château d'Altenbourg est l'ancienne résidence des ducs de Saxe-Altenbourg. En son seins, l'église gothique abrite un orgue sur lequel Jean-Sébastien Bach joua mais aussi donna des cours.
- Le Lindenau-Museum (en) et son imposante collection de copies de plâtres de sculptures célèbres telle que la ""Vénus de Milo"" et la plus grande collection de peinture italienne de la Renaissance hors de péninsule italienne avec des célèbres nom comme Botticelli ou Masaccio.
- Le Mauritianum qui est en fait un museum d'histoire naturelle. Dans sa collection se situe le plus grand Roi des rats du monde avec 32 spécimens.
- Le Zoo de l'île (Inselzoo) qui est la plus grande île-zoo d'Europe.
- Le jardin botanique (Botanischer Garten)
- La fontaine du skat (Skatbrunnen)

### La ville du Skat
Célèbre ville de fabrication de jeux de cartes, la ville est aussi connue pour avoir vu la naissance en 1813 du jeu de cartes national, le skat. Depuis une centaine d'années, elle abrite d'ailleurs diverses instances dirigeantes de la Fédération allemande de skat.
Elle accueille aussi la fontaine du skat (Skatbrunnen), réputée prodiguer une chance légendaire aux jeux de cartes baptisés avec son eau.

## Galerie

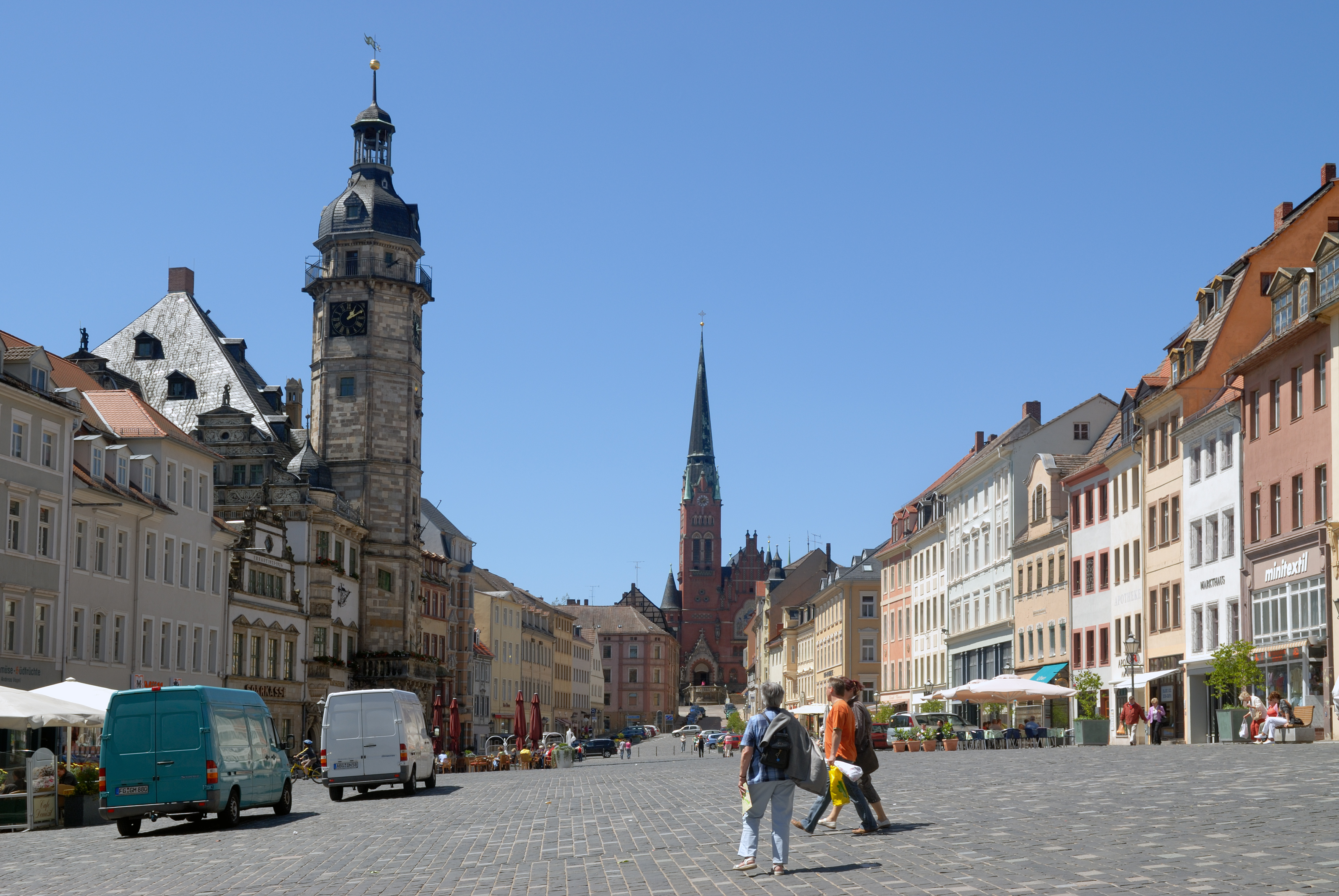
Place du marché.
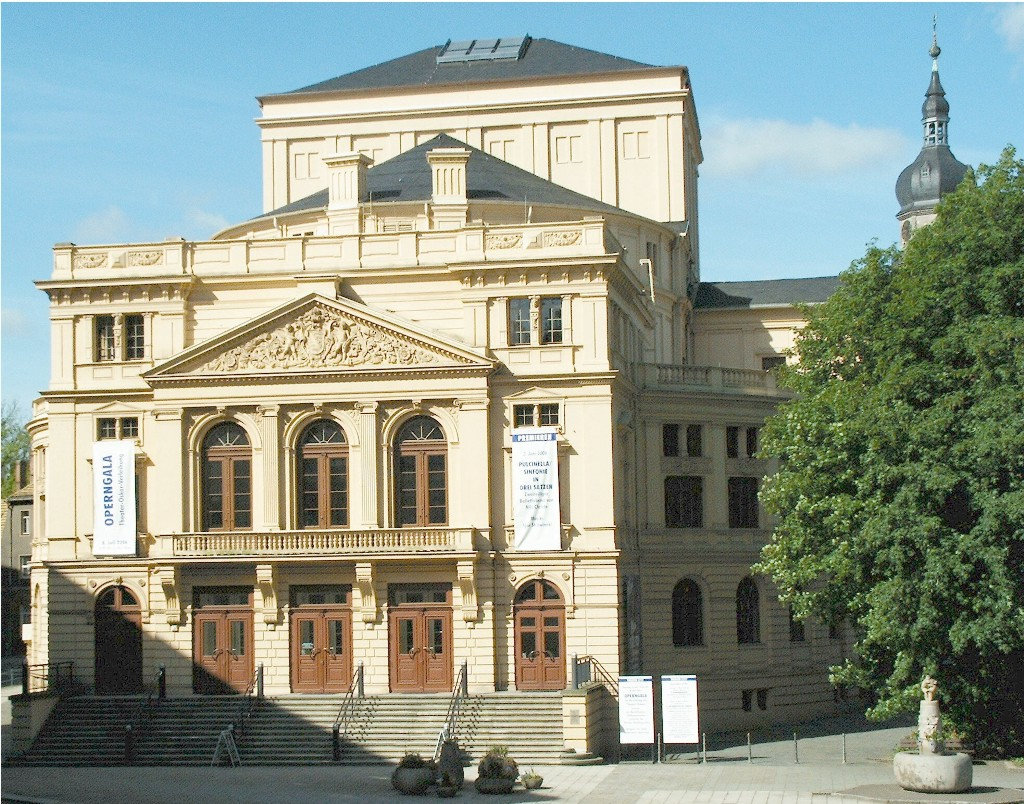
Théâtre d'Altenbourg.
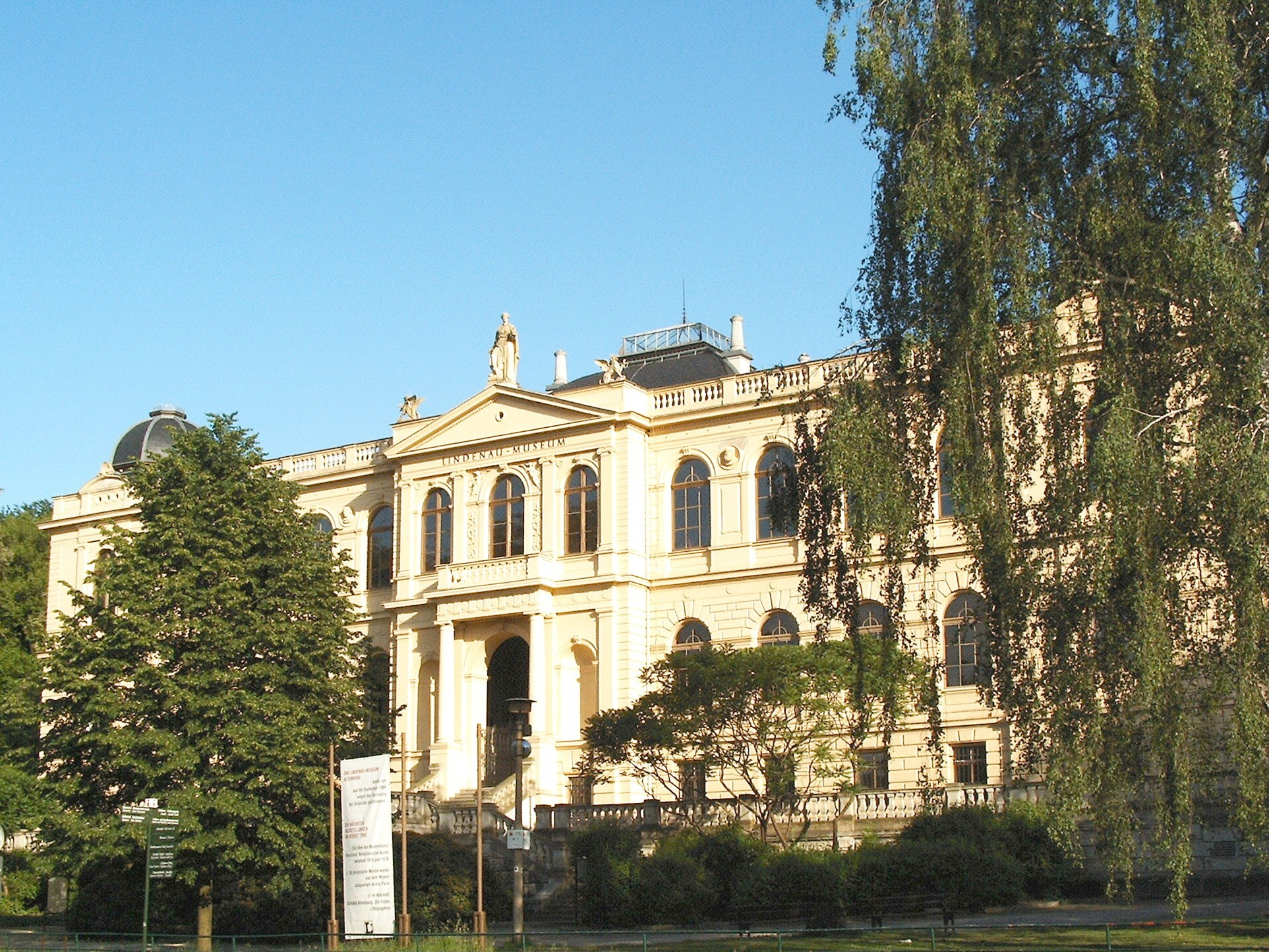
Lindenau Museum.
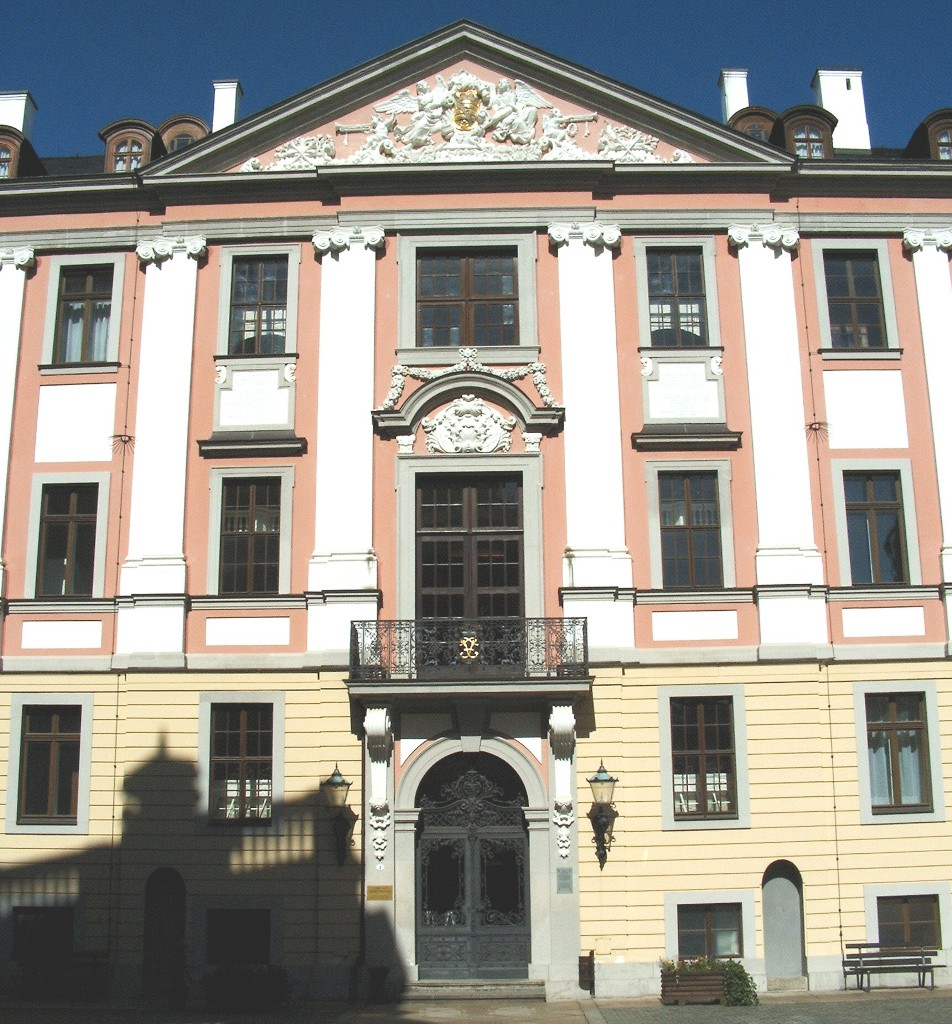
Château d'Altenbourg.
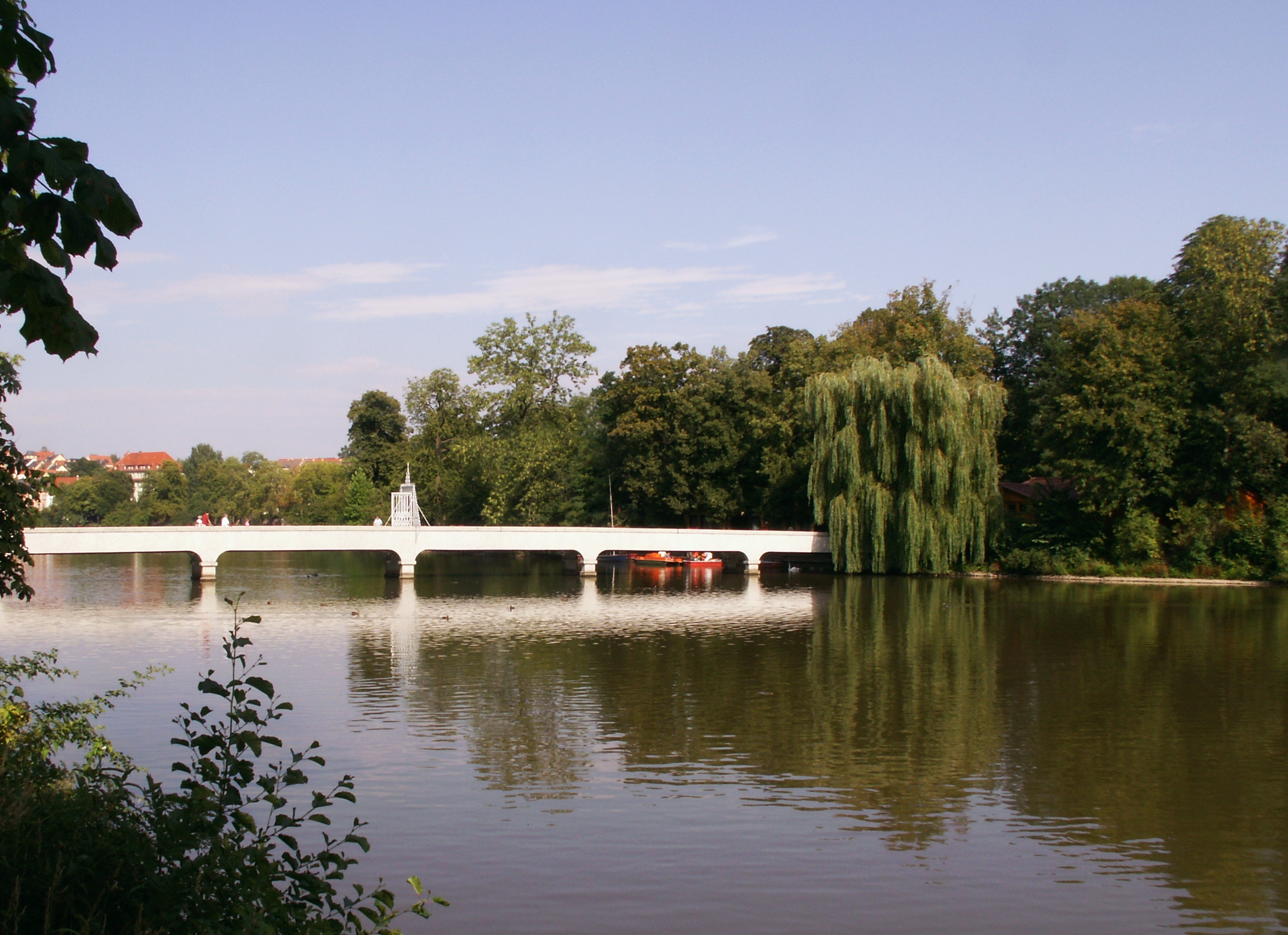
Pont à l'île avec les jardins zoologiques.

## Économie

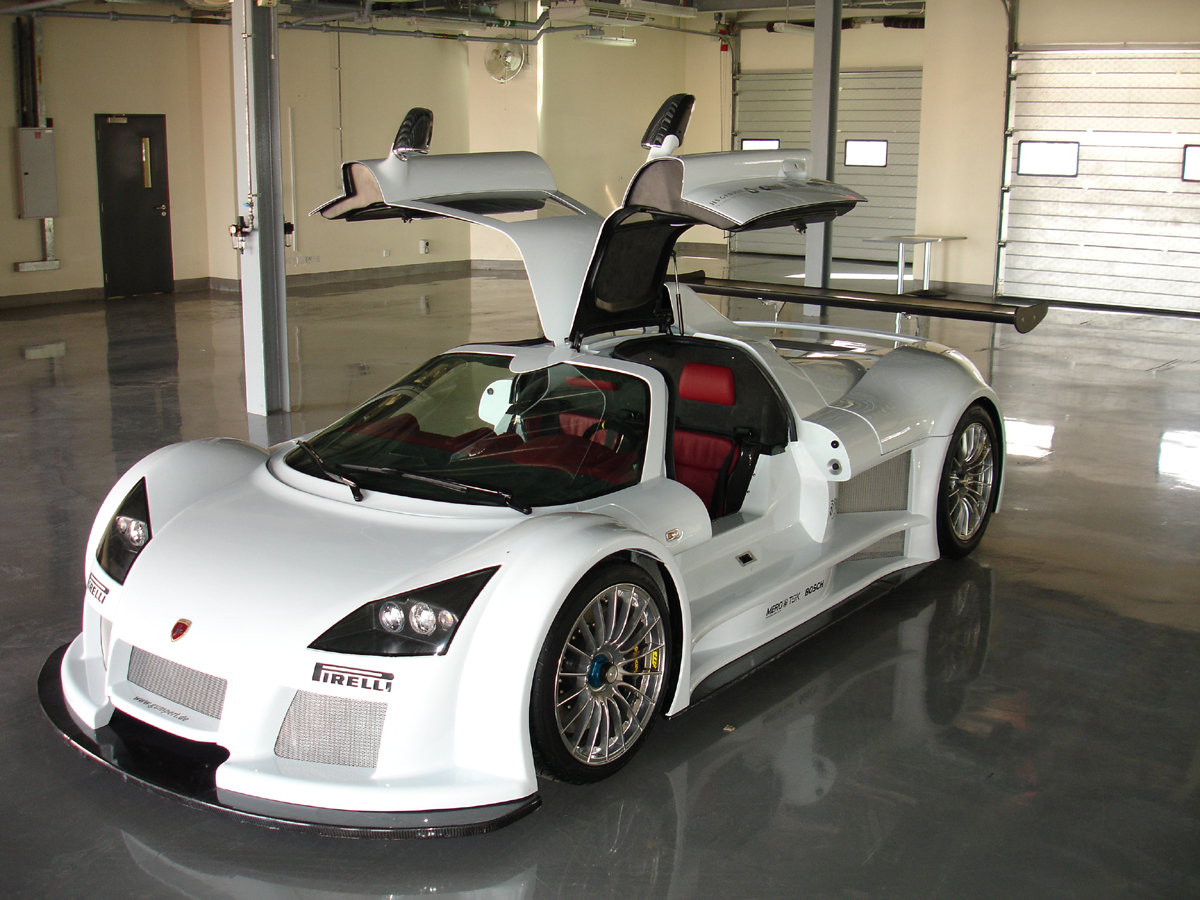
Gumpert Apollo.

### Les infrastructures
- Altenbourg possède un aéroport (Leipzig-Altenbourg, code AITA : AOC). L'aéroport n'est cependant plus desservi par aucune compagnie depuis le départ de Ryanair.
- L'hôtel de ville a été construit par l'architecte Nikolaus Grohmann (de) entre 1562 et 1564. Il s'agit d'un des édifices de style renaissance les plus importants d'Allemagne[4].

### Le renouveau économique
- Gumpert est un constructeur automobile allemand construisant des supercars.
- ASS ou Altenburger und Stralsunder Spielkarten-Fabriken ou Altenburg Stralsunder est un éditeur de jeux de société.
- La brasserie Altenburger est installée dans la ville depuis 1871
- Les homonymes fabrique de moutarde et la distillerie[pas clair] sont elles aussi installées dans Altenbourg.

## Personnalités

### Nés à Altenbourg

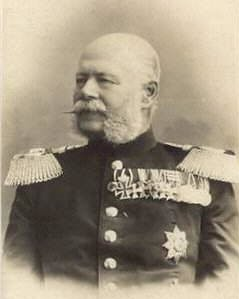
Le duc Ernest I de Saxe-Altenbourg.

- Guillaume Ier de Saxe-Weimar (1598-1662), de la Maison de Wettin ;
- Albert de Saxe-Eisenach (1599-1644), de la maison de Wettin ;
- Ernest Ier de Saxe-Gotha (1601-1675), duc de Saxe-Gotha et de Saxe-Altenbourg ;
- Sophie Mereau (1770-1806), femme de lettres et écrivain ;
- Bernhard von Lindenau (1770-1854), astronome et homme politique ;
- Johann Severin Vater (1771-1826), théologien et linguiste ;
- Johann Wilhelm Zinkeisen (1803-1863), historien allemand ;
- Hermann Schlegel (1804-1884), ornithologue ;
- Adolph Douai (1819-1888), enseignant et éditeur ;
- Georg von der Gabelentz (1840-1893), philologue et sinologue ;
- Christian Lindow (1945-1990), peintre allemand ;
- Dieter Kalka (1957- ), poète et chanteur ;
- Ralf Haber (1962- ), athlète, lanceur de marteau ;
- Claudia Weiske (1970- ), actrice.

### Ayant vécu à Altenbourg
- Frédéric Barberousse (1122-1190), qui a séjourné six fois entre 1165 et 1188 dans la ville ;
- Friedrich Arnold Brockhaus (1772-1823), éditeur et lexicographe ;
- Alfred Edmund Brehm (1829-1884), zoologue et écrivain.

### Morts à Altenbourg
- Ladislas II le Banni (1105-1159), duc de Petite-Pologne, duc de Silésie, duc de Sandomierz ;
- Agnès de Babenberg (1111-1163), duchesse de Pologne ;
- Johann Ludwig Krebs (1713-1780), organiste et compositeur ;
- August Heinrich Matthiä (1769-1835), érudit et philologue.

## Sources partielles
- Marie-Nicolas Bouillet  et Alexis Chassang (dir.), « Altenbourg » dans Dictionnaire universel d’histoire et de géographie, 1878 (lire sur Wikisource)

- (de) Cet article est partiellement ou en totalité issu de l’article de Wikipédia en allemand intitulé « Altenburg » (voir la liste des auteurs).